# Como Calcio 1979-1980
Questa voce raccoglie le informazioni riguardanti il Como Calcio nelle competizioni ufficiali della stagione 1979-1980.

## Stagione
In questa stagione il Como ha disputato il campionato di Serie B, classificandosi al primo posto e ottenendo la promozione in Serie A, la seconda consecutiva. Nell'arco delle 38 giornate realizza 48 punti, con 16 vittorie, 16 pareggi e 6 sconfitte.
Marco Nicoletti, con le sue 13 reti, è il capocannoniere della squadra e del torneo.
In Coppa Italia invece, la squadra è eliminata al primo turno, a causa di una sconfitta (0-1) contro la Fiorentina all'ultima giornata del III girone eliminatorio.

## Divise
La divisa da gioco casalinga è blu royal con bordini a strisce bianche, calzoncini e calzettoni blu royal. Per le gare in trasferta, in caso di conflitto cromatico con la squadra ospitante, viene utilizzata una divisa interamente bianca.
Per la stagione 1979-1980 il Como non ha nessun contratto di sponsorizzazione ufficiale. Lo sponsor tecnico della società, come nella stagione precedente, è Enne Erre.

## Organigramma societario
Aggiornato a fine stagione.
Area direttiva
- Presidente: Alfredo Tragni
- Amministratore delegato: Osvaldo Mastrangelo

Area organizzativa
- Segretario: Carlo Lambrugo

Area tecnica
- Allenatore: Giuseppe Marchioro
- Allenatore in seconda: Narciso Pezzotti
- Preparatore atletico: Fulvio Sguazzero

Area sanitaria
- Medico sociale: dott. Paolo Mascetti
- Massaggiatore: Roberto Mauri

## Rosa
Aggiornata a fine stagione.
| N. |                   | Ruolo | Calciatore           |
| -- | ----------------- | ----- | -------------------- |
|    | Italia (bandiera) | P     | Villiam Vecchi       |
|    | Italia (bandiera) | P     | Antonello Sartorel   |
|    | Italia (bandiera) | P     | Pierantonio Bosaglia |
|    | Italia (bandiera) | D     | Pietro Vierchowod    |
|    | Italia (bandiera) | D     | Silvano Fontolan     |
|    | Italia (bandiera) | D     | Piero Volpi          |
|    | Italia (bandiera) | D     | Roberto Melgrati     |
|    | Italia (bandiera) | D     | Stefano Butti        |
|    | Italia (bandiera) | D     | Stefano Maccoppi     |
|    | Italia (bandiera) | C     | Giancarlo Centi      |
|    | Italia (bandiera) | C     | Gianni Ungaro        |

| N. |                      | Ruolo | Calciatore                  |
| -- | -------------------- | ----- | --------------------------- |
|    | Venezuela (bandiera) | C     | Denis Mendoza               |
|    | Italia (bandiera)    | C     | Luigi Gozzoli               |
|    | Italia (bandiera)    | C     | Doriano Pozzato             |
|    | Italia (bandiera)    | C     | Domenico Neri               |
|    | Italia (bandiera)    | C     | Massimo Mancini             |
|    | Italia (bandiera)    | C     | Adriano Lombardi (capitano) |
|    | Italia (bandiera)    | A     | Marco Nicoletti             |
|    | Italia (bandiera)    | A     | Ezio Cavagnetto             |
|    | Italia (bandiera)    | A     | Aldo Serena                 |
|    | Italia (bandiera)    | A     | Ennio Fiaschi               |

## Calciomercato
| Acquisti | Acquisti         | Acquisti | Acquisti   |
| R.       | Nome             | da       | Modalità   |
| -------- | ---------------- | -------- | ---------- |
| C        | Adriano Lombardi | Avellino | definitivo |
| D        | Silvano Fontolan | Inter    | definitivo |
| C        | Denis Mendoza    | Brescia  | prestito   |
| D        | Giuseppe Marozzi | Ascoli   | definitivo |
| A        | Aldo Serena      | Inter    | prestito   |
| C        | Piero Volpi      | Ternana  | definitivo |

| Cessioni | Cessioni            | Cessioni  | Cessioni      |
| R.       | Nome                | a         | Modalità      |
| -------- | ------------------- | --------- | ------------- |
| C        | Domenico Neri       | Arezzo    | definitivo    |
| D        | Franco Campidonico  | Benevento | definitivo    |
| D        | Gianfranco Matteoli | Osimana   | prestito      |
| D        | Franco Pancheri     | Inter     | fine prestito |
| D        | Alfredo Savoldi     | Pisa      | definitivo    |
| A        | Enrico Todesco      | Lazio     | definitivo    |
| C        | Mario Stefanelli    | Ternana   | definitivo    |
| D        | Giacomo Vianello    | ritirato  | fine carriera |

## Risultati

### Serie B

#### Girone d'andata
| Arbitro: | Ballerini (La Spezia) |

|                    |           |  |
| Nicoletti 15’, 53’ | Marcatori |  |

| Arbitro: | Falzier (Treviso) |

|            |           |               |
| Fabbri 48’ | Marcatori | 59’ Nicoletti |

| Arbitro: | Ciulli (Roma) |

|               |           |  |
| Vierchowod 5’ | Marcatori |  |

| Arbitro: | Tani (Livorno) |

|  |           |              |
|  | Marcatori | 80’ Fontolan |

| Arbitro: | Michelotti (Parma) |

|                                 |           |  |
| Cavagnetto 10’, 64’ Pozzato 53’ | Marcatori |  |

| Como 21 ottobre 1979, ore 15:00 UTC+1 6ª giornata | Como            | 0 – 0 [Diotti, p. 216 referto] | Pisa | Stadio Giuseppe Sinigaglia\| Arbitro: \| Milan (Treviso) \| |
| Arbitro:                                          | Milan (Treviso) |                                |      |                                                             |

| Arbitro: | Benedetti (Roma) |

|             |           |                              |
| Salvioni 4’ | Marcatori | 21’ Nicoletti 24’ Cavagnetto |

| Arbitro: | Bergamo (Livorno) |

|                          |           |  |
| Volpi 66’ Cavagnetto 74’ | Marcatori |  |

| Parma 11 novembre 1979, ore 15:00 UTC+1 9ª giornata | Parma                 | 0 – 0 [Diotti, p. 222 referto] | Como | Stadio Ennio Tardini\| Arbitro: \| Ballerini (La Spezia) \| |
| Arbitro:                                            | Ballerini (La Spezia) |                                |      |                                                             |

| Arbitro: | R. Lo Bello (Siracusa) |

|  |           |               |
|  | Marcatori | 39’ Nicoletti |

| Arbitro: | Lattanzi (Roma) |

|              |           |            |
| Fontolan 71’ | Marcatori | 9’ Ferrari |

| Bergamo 2 dicembre 1979, ore 15:00 UTC+1 12ª giornata | Atalanta         | 0 – 0 [Diotti, p. 229 referto] | Como | Stadio Comunale\| Arbitro: \| Casarin (Milano) \| |
| Arbitro:                                              | Casarin (Milano) |                                |      |                                                   |

| Arbitro: | Pieri (Genova) |

|                |           |            |
| Cavagnetto 16’ | Marcatori | 79’ Zanone |

| Bari 16 dicembre 1979, ore 15:00 UTC+1 14ª giornata | Bari             | 0 – 0 [Diotti, p. 233 referto] | Como | Stadio Della Vittoria\| Arbitro: \| Terpin (Trieste) \| |
| Arbitro:                                            | Terpin (Trieste) |                                |      |                                                         |

| Arbitro: | Falzier (Treviso) |

|                    |           |            |
| Nicoletti 38’, 73’ | Marcatori | 55’ Florio |

| Palermo 6 gennaio 1980, ore 15:00 UTC+1 16ª giornata | Palermo                      | 0 – 0 [Diotti, p. 236 referto] | Como | Stadio La Favorita\| Arbitro: \| Agnolin (Bassano del Grappa) \| |
| Arbitro:                                             | Agnolin (Bassano del Grappa) |                                |      |                                                                  |

| Arbitro: | Menegali (Roma) |

|              |           |            |
| Guidolin 22’ | Marcatori | 72’ Serena |

| Como 20 gennaio 1980, ore 15:00 UTC+1 18ª giornata | Como             | 0 – 0 [Diotti, p. 240 referto] | Cesena | Stadio Giuseppe Sinigaglia\| Arbitro: \| Paparesta (Bari) \| |
| Arbitro:                                           | Paparesta (Bari) |                                |        |                                                              |

| Arbitro: | Reggiani (Bologna) |

|           |           |  |
| Galli 23’ | Marcatori |  |

#### Girone di ritorno
| Arbitro: | R. Lo Bello (Siracusa) |

|                |           |  |
| Stefanelli 87’ | Marcatori |  |

| Como 10 febbraio 1980, ore 15:00 UTC+1 21ª giornata | Como           | 0 – 0 [Diotti, p. 248 referto] | SPAL | Stadio Giuseppe Sinigaglia\| Arbitro: \| Tani (Livorno) \| |
| Arbitro:                                            | Tani (Livorno) |                                |      |                                                            |

| Verona 17 febbraio 1980, ore 15:00 UTC+1 22ª giornata | Verona             | 0 – 0 [Diotti, p. 251 referto] | Como | Stadio Marcantonio Bentegodi\| Arbitro: \| Michelotti (Parma) \| |
| Arbitro:                                              | Michelotti (Parma) |                                |      |                                                                  |

| Arbitro: | Pairetto (Torino) |

|                                     |           |  |
| Nicoletti 21’ Cavagnetto 62’ (rig.) | Marcatori |  |

| Arbitro: | Benedetti (Roma) |

|             |           |  |
| Chiorri 55’ | Marcatori |  |

| Arbitro: | Massimo Ciulli (Roma) |

|  |           |               |
|  | Marcatori | 83’ Nicoletti |

| Arbitro: | R. Lo Bello (Siracusa) |

|            |           |  |
| Serena 63’ | Marcatori |  |

| Arbitro: | Barbaresco (Cormons) |

|            |           |  |
| Tacchi 13’ | Marcatori |  |

| Arbitro: | Menegali (Roma) |

|                |           |                                    |
| Cavagnetto 89’ | Marcatori | 46’ (rig.) Marlia 77’ (aut.) Volpi |

| Arbitro: | Castaldi (Vasto) |

|                                     |           |  |
| Cavagnetto 13’ Nicoletti 36’ (rig.) | Marcatori |  |

| Arbitro: | Agnolin (Bassano del Grappa) |

|                                  |           |                                                 |
| G. Vincenzi 28’ Massaro 54’, 59’ | Marcatori | 22’ Cavagnetto 73’ Pozzato 90’ (rig.) Nicoletti |

| Arbitro: | Mattei (Macerata) |

|                |           |  |
| Cavagnetto 29’ | Marcatori |  |

| Vicenza 27 aprile 1980, ore 15:00 UTC+1 32ª giornata | Lanerossi Vicenza | 0 – 0 [Diotti, p. 271 referto] | Como | Stadio Romeo Menti\| Arbitro: \| Longhi (Roma) \| |
| Arbitro:                                             | Longhi (Roma)     |                                |      |                                                   |

| Arbitro: | Bergamo (Livorno) |

|                           |           |  |
| Pozzato 20’ Nicoletti 35’ | Marcatori |  |

| Matera 11 maggio 1980, ore 15:00 UTC+1 34ª giornata | Matera           | 0 – 0 [Diotti, p. 274 referto] | Como | Stadio XXI Settembre\| Arbitro: \| D'Elia (Salerno) \| |
| Arbitro:                                            | D'Elia (Salerno) |                                |      |                                                        |

| Arbitro: | Paparesta (Bari) |

|               |           |  |
| Nicoletti 44’ | Marcatori |  |

| Como 25 maggio 1980, ore 15:00 UTC+1 36ª giornata | Como                 | 0 – 0 [Diotti, p. 278 referto] | Pistoiese | Stadio Giuseppe Sinigaglia\| Arbitro: \| Barbaresco (Cormons) \| |
| Arbitro:                                          | Barbaresco (Cormons) |                                |           |                                                                  |

| Arbitro: | Mattei (Macerata) |

|                                |           |  |
| Pozzato 18’ (aut.) G. Gori 79’ | Marcatori |  |

| Arbitro: | Tani (Livorno) |

|           |           |  |
| Volpi 68’ | Marcatori |  |

### Coppa Italia

#### Primo turno
| Arbitro: | Tani (Livorno) |

|                            |           |                             |
| Pozzato 30’ Cavagnetto 51’ | Marcatori | 53’ De Rosa 65’ Francesconi |

| 26 agosto 1979 2ª giornata |  | – Turno riposo Como |  |  |

| Arbitro: | Menegali (Roma) |

|                |           |  |
| M. Mancini 70’ | Marcatori |  |

| Verona 5 settembre 1979 4ª giornata | Verona             | 0 – 0 | Como | Stadio Marcantonio Bentegodi\| Arbitro: \| Patrussi (Ravenna) \| |
| Arbitro:                            | Patrussi (Ravenna) |       |      |                                                                  |

| Arbitro: | Barbaresco (Cormons) |

|          |           |  |
| Lelj 22’ | Marcatori |  |

## Statistiche

### Statistiche di squadra
| Competizione | Punti | In casa | In casa | In casa | In casa | In casa | In casa | In trasferta | In trasferta | In trasferta | In trasferta | In trasferta | In trasferta | Totale | Totale | Totale | Totale | Totale | Totale | DR  |
| Competizione | Punti | G       | V       | N       | P       | Gf      | Gs      | G            | V            | N            | P            | Gf           | Gs           | G      | V      | N      | P      | Gf     | Gs     | DR  |
| ------------ | ----- | ------- | ------- | ------- | ------- | ------- | ------- | ------------ | ------------ | ------------ | ------------ | ------------ | ------------ | ------ | ------ | ------ | ------ | ------ | ------ | --- |
| Serie B      | 48    | 19      | 12      | 6       | 1       | 23      | 5       | 19           | 4            | 10           | 5            | 10           | 12           | 38     | 16     | 16     | 6      | 33     | 17     | +16 |
| Coppa Italia | -     | 2       | 1       | 1       | 0       | 3       | 2       | 2            | 0            | 1            | 1            | 0            | 1            | 4      | 1      | 2      | 1      | 3      | 3      | 0   |
| Totale       | -     | 21      | 13      | 7       | 5       | 26      | 7       | 21           | 4            | 11           | 6            | 10           | 13           | 42     | 17     | 18     | 11     | 36     | 20     | +16 |

### Statistiche dei giocatori
| Giocatore     | Serie B  | Serie B | Serie B     | Serie B    | Coppa Italia | Coppa Italia | Coppa Italia | Coppa Italia | Totale   | Totale | Totale      | Totale     |
| Giocatore     | Presenze | Reti    | Ammonizioni | Espulsioni | Presenze     | Reti         | Ammonizioni  | Espulsioni   | Presenze | Reti   | Ammonizioni | Espulsioni |
| ------------- | -------- | ------- | ----------- | ---------- | ------------ | ------------ | ------------ | ------------ | -------- | ------ | ----------- | ---------- |
| E. Cavagnetto | 34       | 10      | ?           | ?          | 4            | 1            | ?            | ?            | 38       | 11     | ?           | ?          |
| G. Centi      | 38       | 0       | ?           | ?          | 4            | 0            | ?            | ?            | 42       | 0      | ?           | ?          |
| E. Fiaschi    | 14       | 0       | ?           | ?          | 3            | 0            | ?            | ?            | 17       | 0      | ?           | ?          |
| S. Fontolan   | 38       | 2       | ?           | ?          | 4            | 0            | ?            | ?            | 42       | 2      | ?           | ?          |
| L. Gozzoli    | 34       | 0       | ?           | ?          | 4            | 0            | ?            | ?            | 38       | 0      | ?           | ?          |
| A. Lombardi   | 35       | 0       | ?           | ?          | 4            | 0            | ?            | ?            | 39       | 0      | ?           | ?          |
| M. Mancini    | 35       | 0       | ?           | ?          | 4            | 1            | ?            | ?            | 39       | 1      | ?           | ?          |
| G. Marozzi    | 14       | 0       | ?           | ?          | 0            | 0            | ?            | ?            | 14       | 0      | ?           | ?          |
| R. Melgrati   | 8        | 0       | ?           | ?          | 1            | 0            | ?            | ?            | 9        | 0      | ?           | ?          |
| D. Mendoza    | 3        | 0       | ?           | ?          | 0            | 0            | ?            | ?            | 3        | 0      | ?           | ?          |
| M. Nicoletti  | 36       | 13      | ?           | ?          | 4            | 0            | ?            | ?            | 40       | 13     | ?           | ?          |
| D. Pozzato    | 32       | 3       | ?           | ?          | 4            | 1            | ?            | ?            | 36       | 4      | ?           | ?          |
| A. Sartorel   | 1        | -0      | ?           | ?          | 0            | 0            | ?            | ?            | 1        | 0      | ?           | ?          |
| A. Serena     | 18       | 2       | ?           | ?          | 0            | 0            | ?            | ?            | 18       | 2      | ?           | ?          |
| G. Ungaro     | 1        | 0       | ?           | ?          | 0            | 0            | ?            | ?            | 1        | 0      | ?           | ?          |
| W. Vecchi     | 38       | -17     | ?           | ?          | 4            | -3           | ?            | ?            | 42       | -20    | ?           | ?          |
| P. Vierchowod | 35       | 1       | ?           | ?          | 4            | 0            | ?            | ?            | 39       | 1      | ?           | ?          |
| P. Volpi      | 38       | 2       | ?           | ?          | 4            | 0            | ?            | ?            | 42       | 2      | ?           | ?          |